# Herbertpur
Herbertpur là một thị xã và là một nagar panchayat của quận Dehradun thuộc bang Uttaranchal, Ấn Độ.

## Nhân khẩu
Theo điều tra dân số năm 2001 của Ấn Độ, Herbertpur có dân số 9242 người. Phái nam chiếm 53% tổng số dân và phái nữ chiếm 47%. Herbertpur có tỷ lệ 69% biết đọc biết viết, cao hơn tỷ lệ trung bình toàn quốc là 59,5%: tỷ lệ cho phái nam là 75%, và tỷ lệ cho phái nữ là 63%. Tại Herbertpur, 13% dân số nhỏ hơn 6 tuổi.